# Kanarski datljevec
Kanarski datljevec (znanstveno ime Phoenix canariensis) je vrsta palme, ki izvira iz Kanarskih otokov.